# بروس روبرتسون (مجدف)
بروس روبرتسون هو مجدف كندي، ولد في 17 يونيو 1962 في كالغاري في كندا.

## وصلات خارجية
- بروس روبرتسون على موقع الاتحاد الدولي للتجديف (الإنجليزية)
- بروس روبرتسون على موقع اللجنة الأولمبية الدولية (الإنجليزية)
- بروس روبرتسون على موقع أوليمبيديا (الإنجليزية)